# Hüseyin Velioğlu
 (décembre 2024).
Le contenu est difficilement compréhensible vu les erreurs de traduction, qui sont peut-être dues à l'utilisation d'un logiciel de traduction automatique.
Hüseyin Velioğlu (né Hüseyin Durmaz ; 1er janvier 1952 – 17 janvier 2000) était le chef du Hezbollah kurde, une organisation extrémiste militante du début des années 1990. Il a été tué lors de l'opération Beykoz.

## Biographie
Velioğlu est né à Bağözü, Gercüş, le 1er janvier 1952, dans une famille kurde qui parlait le kurmanji, de la tribu Habezbenî,,. Il est né d'Osman et Fatime Durmaz comme le plus jeune de 5 enfants. Il ne considérait pas Durmaz comme son nom de famille légitime, mais comme une empreinte de la turquification pendant la loi sur les noms de famille turcs, et en 1978, il a légalement changé son nom de famille en Velioğlu (qui signifie « fils de Veli »). Sa famille était connue parmi les Kurdes sous le nom de « Mala Welî » (« Maison de Welî »). Welî était son grand-père paternel.
Il devint plus nationaliste et commença à étudier l'histoire kurde autant qu'il le pouvait. Il acquit de nombreuses connaissances, notamment en géographie, et on disait qu'il connaissait chaque « montagne, ruisseau, forêt, route, village et lieu historique » du Kurdistan ainsi que les tribus kurdes et l'endroit où elles vivent. Il étudia même la linguistique kurde et en savait beaucoup sur les différents dialectes kurdes, où ils sont parlés et leur histoire.
Velioğlu et Abdullah Öcalan étaient camarades de classe à la Faculté des sciences politiques de l' Université d'Ankara. En 1978, alors qu'il était encore étudiant à l'université, il s'est marié et a eu 7 fils et 4 filles. Alors que Velioğlu était à l'université, il a rejoint l' Union nationale des étudiants turcs (MTTB) en 1978 et l'a quittée en 1980. Le MTTB était une organisation nationaliste turque depuis sa fondation en 1946 jusqu'en 1960, nationaliste islamique turque pendant les années 1960 et pleinement islamiste de 1970 jusqu'à sa fermeture après le coup d'État de 1980.
Velioğlu a affirmé que le séparatisme kurde était un droit absolu, et non un mouvement nationaliste injuste et non provoqué comme le nationalisme turc ou arabe. Tout en soutenant les mouvements séparatistes kurdes dans les quatre pays, il s'est principalement concentré sur la Turquie. Il a affirmé que les Kurdes doivent être nationalistes et donner la priorité au séparatisme, car les ennemis des Kurdes n'abandonneront jamais leur nationalisme et continueront à faire du tort aux Kurdes. Velioğlu a appelé les Kurdes à ne pas être subordonnés aux Turcs, à ne pas parler turc, à ne pas être loyaux envers la Turquie et à ne pas croire ce que disent les Turcs. Il a également affirmé que le fait que les ennemis des Kurdes soient également musulmans n'était pas une raison pour que les Kurdes se rendent et acceptent leur situation. Il a également appelé le Kurdistan indépendant à établir d'abord de bonnes relations avec les États musulmans, puis à se concentrer sur les pays non musulmans.
Pendant sa direction du Hezbollah kurde, il a tenté à plusieurs reprises de former un front uni avec le PKK contre la Turquie, bien qu'il ait échoué, principalement en raison de la réticence du PKK. Malgré son refus de combattre le PKK, après des attaques répétées du PKK contre le Hezbollah, le conflit a commencé. Il détestait l'inimitié entre le PKK et le Hezbollah, et il a fait de nombreux efforts pour mettre fin au conflit, comme en ordonnant au Hezbollah de ne combattre le PKK qu'en cas de légitime défense, et de ne pas chercher de représailles après les attaques du PKK. Il a affirmé que le conflit n'avait profité qu'à la Turquie et qu'il aurait dû être évité. Selon un agent retraité du JITEM, la Turquie avait proposé d'aider le Hezbollah contre le PKK, mais Velioğlu l'avait rejetée, réitérant sa haine envers la Turquie et son optimisme quant à la paix entre le Hezbollah et le PKK. Les affrontements entre le Hezbollah et le PKK ont pris fin en 1995, bien qu'il n'y ait pas eu de cessez-le-feu officiel avant 1998.
Velioğlu était l'homme le plus recherché en Turquie après l'arrestation d'Abdullah Öcalan. Velioğlu était un ethnonationaliste kurde et cherchait un État kurde indépendant, tandis qu'Öcalan s'opposait au nationalisme et prônait le confédéralisme démocratique, le multiculturalisme, l'internationalisme et cherchait l'autonomie au sein de la Turquie. La principale raison du conflit entre Velioğlu et Öcalan était le différend sur qui était le chef du mouvement kurde en Turquie. Velioğlu et Öcalan ont commencé à se réconcilier et vers la fin de leurs deux carrières, ils étaient en bons termes l'un avec l'autre.
Velioğlu a souligné l'importance de parler en kurde à ses partisans, ainsi que de désigner leur région comme « Kurdistan du Nord » au lieu de « Sud-Est de l'Anatolie ». Velioğlu parlait le kurmanji kurde dans sa vie quotidienne, et répondait même en kurde lorsque ses camarades lui parlaient turc. Velioğlu était très extrême dans la réalisation de ses objectifs, et a même interdit aux femmes de parler turc afin d'élever une génération entièrement kurdophone.
Velioğlu était connu pour être très compétent. Bien qu'il soit l'homme le plus recherché de Turquie, il a réussi à échapper aux autorités et n'a jamais été arrêté lorsqu'il s'est rendu dans d'autres pays.

## Mort
Le 17 janvier 2000, Velioğlu se réveilla vers 1h30 du matin pour prier et resta éveillé. D'autres membres haut placés du Hezbollah étaient présents à la maison. Peu après avoir prié la prière de l'après-midi, ils entendirent la police turque frapper à la porte. Un membre du Hezbollah informa Velioğlu de la présence de la police, et Velioğlu répondit « rahêlin keleşa » (prenez les fusils). Velioğlu se tenait juste à côté de la porte, un de ses camarades se tenait derrière lui et les autres allèrent tirer sur la police par les fenêtres. Lorsque la police brisa la porte, ils furent accueillis par des tirs nourris et la fusillade continua jusqu'à ce que Velioğlu et son camarade meurent. Après avoir constaté la mort de Velioğlu, la police partit brièvement avant de revenir et de faire une descente dans la maison pour arrêter les deux autres membres du Hezbollah. Edip Gümüş, un ami proche de Velioğlu, a affirmé que Velioğlu, avant sa mort, disait souvent « Si Dieu le veut, je ne survivrai pas aux mains de l'ennemi. » Velioğlu a été enterré à Batman, et sa tombe est souvent visitée par ses partisans, où ils se souviennent de lui et chantent en kurde. Les partisans de Velioğlu l'appelaient « Şehîd Rehber » (en kurde pour « le leader martyr »).
En 2016, Cübbeli Ahmet aurait insulté Hüseyin Velioğlu et provoqué la colère des partisans kurdes du Hezbollah.